# كارل فريدريك فرايز
كارل فريدريك فرايز (بالألمانية: Karl Friedrich Fries)‏ هو رسام ألماني، ولد في 21 نوفمبر 1831 في Winnweiler ‏ في ألمانيا، وتوفي في 23 ديسمبر 1871 في سانت غالن في سويسرا.